# Sulfit de potassi
El sulfit de potassi (K₂SO₃) és un compost químic amb el catió potassi i l'anió sulfit. Com additiu alimentari té el Codi E E225 El seu ús com additiu alimentari no està aprovat a la UE.